# Javier Cabrera
Javier Cabrera, né le 18 mars 1992 à Florida en Uruguay, est un footballeur uruguayen. Il évolue au poste d'attaquant avec le club le CA Peñarol.

## Biographie
Javier Cabrera joue deux matchs en Copa Sudamericana avec les Montevideo Wanderers.
Il dispute 21 matchs en deuxième division espagnole avec le Recreativo Huelva.